# 绝对收敛
绝对收敛是数学中无穷级数和广义积分的一种性质。一个数项级数或一个积分绝对收敛当且仅当级数的每一项或者积分的函数取绝对值（或范数）後仍然收敛或可积。比如，一个实数项或复数项级数 {\displaystyle \sum _{n}a_{n}}绝对收敛当且仅当{\displaystyle \sum _{n=0}^{\infty }\left|a_{n}\right|<\infty }。某个函数{\displaystyle f(x)}的广义积分或瑕积分{\displaystyle \int _{I}f(x)\mathrm {d} x}是绝对收敛的，当且仅当取绝对值或范数後的函数的积分收敛：{\displaystyle \int _{I}|f(x)|\mathrm {d} x<\infty }。一个积分绝对收敛的函数也称为绝对可积函数。
在无穷级数的研究中，绝对收敛性是一項足够强的条件，许多有限项级数具有的性質，在一般的无穷级数不一定滿足，只有在绝对收敛的无穷级数也會具有該性質。例如任意重排一个绝对收敛的级数之通项的次序，不会改变级数的和，又如，两个绝对收敛的无穷级数通项的乘积以任何方式排列成的级数和都为原来两个级数和的乘积。收敛但不是绝对收敛的无穷级数或积分被称为条件收敛的。

## 定义
绝对收敛是建立在实数绝对值、复数的模长以及更一般的，向量的范数概念之上的。绝对值、模长都是范数概念的特例。给定一个向量空间{\displaystyle V}，范数{\displaystyle \|\cdot \|:V\to \mathbb {R} ^{+}}是将{\displaystyle V}中元素映射到非负实数上的一个函数，并且满足以下性质：
1. 将且仅将零向量映射到0：{\displaystyle \|x\|=0\iff x=0,}
2. 齐次性：{\displaystyle \|\lambda x\|=\lambda \cdot \|x\|,}
3. 次可加性：{\displaystyle \|x+y\|\leqslant \|x\|+\|y\|.}

装备了范数的向量空间{\displaystyle V}被称为赋范向量空间，可以定义距离：{\displaystyle d:\,(x,y)\mapsto d(x,y)=\|x-y\|.}这样可以定义{\displaystyle V}上的拓扑结构，从而定义收敛乃至绝对收敛。设有由{\displaystyle V}中元素组成的级数：{\displaystyle \sum _{n}a_{n}}，则此级数绝对收敛当且仅当由每一项向量的范数构成的正项级数{\displaystyle \sum _{n}\|a_{n}\|}收敛：
{\displaystyle \sum _{n=0}^{\infty }\|a_{n}\|<\infty .}
当级数的每一项是实数或复数时，对应的是实向量空间{\displaystyle \mathbb {R} }和复向量空间{\displaystyle \mathbb {C} }，这时对应的范数是实数的绝对值和复数的模长，都写作{\displaystyle |\cdot |}，所以实数项或复数项的级数绝对收敛，当且仅当由每一项元素的绝对值或模长构成的正项级数{\displaystyle \sum _{n}\|a_{n}\|}收敛：
{\displaystyle \sum _{n=0}^{\infty }|a_{n}|<\infty .}

## 与收敛的关系
如果赋范向量空间{\displaystyle \left(V,\,\|\cdot \|\right)}是完备的（即所谓的巴拿赫空间），那么{\displaystyle V}中绝对收敛的无穷级数必定收敛。反之，如果{\displaystyle V}中绝对收敛的无穷级数必定收敛，那么可以推出{\displaystyle \left(V,\,\|\cdot \|\right)}是巴拿赫空间。
假设{\displaystyle \left(V,\,\|\cdot \|\right)}是完备空间，{\displaystyle \sum _{n}a_{n}}由{\displaystyle V}中元素组成的绝对收敛的级数。则
{\displaystyle \sum _{n=0}^{\infty }\|a_{n}\|=L\in \mathbb {R} .}
因此级数{\displaystyle \sum _{n}\|a_{n}\|}满足柯西性质，即：任意{\displaystyle \epsilon >0}，存在自然数{\displaystyle N}，使得对任何{\displaystyle n,m>N}，都有{\displaystyle \sum _{k=n}^{m}\|a_{k}\|<\epsilon .}
所以对任意的{\displaystyle n,m>N}，级数{\displaystyle \sum _{n}a_{n}}中的部分{\displaystyle \sum _{k=n}^{m}a_{k}}的范数：
{\displaystyle \|\sum _{k=n}^{m}a_{k}\|\leqslant \sum _{k=n}^{m}\|a_{k}\|<\epsilon .}
这说明级数{\displaystyle \sum _{n}a_{n}}的部分和是柯西序列。因此在完备空间{\displaystyle \left(V,\,\|\cdot \|\right)}中，级数{\displaystyle \sum _{n}a_{n}}收敛：
{\displaystyle \sum _{n=0}^{\infty }a_{n}=A\in V.}